# آوجوس
آوجوس (بالإسبانية: Agustín García Íñiguez)‏ (3 مايو 1985 بونيتي إسبانيا - ) هو لاعب كرة قدم إسباني، يلعب كمدافع.

## الروابط الخارجية
- آوجوس على موقع الاتحاد الدولي (مؤرشف)  (الإنجليزية)
- آوجوس على موقع اتحاد تركيا (لاعب) (الإنجليزية)
- آوجوس على موقع الدوري الأمريكي (الإنجليزية)
- آوجوس على موقع قاعدة بيانات كرة القدم.إي يو (الإنجليزية)
- آوجوس على موقع Soccerbase.com (لاعب) (الإنجليزية)
- آوجوس على موقع Soccerway.com (الإنجليزية)
- آوجوس على موقع عالم كرة القدم.نت (الإنجليزية)
- آوجوس على موقع AS.com (الإسبانية)